# F.C. De Kampioenen seizoen 20
Reeks 20 van F.C. De Kampioenen werd voor de eerste keer uitgezonden tussen 19 december 2009 en 20 maart 2010. De reeks telt 13 afleveringen.

## Overzicht
| Nr. serie | Nr. reeks | Titel van aflevering          | Scenarist(en)      | Uitzenddatum     |  |
| --- | --------- | ----------------------------- | ------------------ | ---------------- |  |
| 248 | 1         | Home sweet home               | Knarf Van Pellecom | 19 december 2009 |  |
| Boma en Goedele zijn nog steeds een koppel. Goedele maakt kennis met alle andere Kampioenen. Deze ontmoetingen verlopen nogal stroef, waardoor Goedele overweegt om van Boma weg te gaan. Uiteindelijk blijven ze toch een koppel. Pol en Doortje kopen een nieuw huis, dat nog compleet niet afgewerkt is. Fernand maakt er de situatie alleen maar erger op met zijn opknapwerken. |           |                               |                    |                  |  |
| 249 | 2         | Kop van jut                   | Carmino D'haene    | 26 december 2009 |  |
| Pol wordt ontslagen als trainer na beledigingen aan het adres van Boma en Goedele. Maurice volgt hem op, maar die begint erg op Oscar te lijken. Pol wordt aanvaard als speler bij de Schellekens. Zo wil hij zich wreken op de Kampioenen. Tijdens de wedstrijd tussen de Kampioenen en De Schellekens krijgt hij berouw en sluit zich terug aan bij de Kampioenen. Pol wordt terug trainer als blijkt dat Maurice helemaal gek wordt door altijd maar met voetbal bezig te moeten zijn. Paulien begint te brabbelen. Er ontstaat een strijd tussen Marc en Bieke over haar eerste woordje: papa of mama? Uiteindelijk zegt Paulien als eerste, echte woordje "mammie" (de koosnaam voor Pascale). Zij is in de zevende hemel. |           |                               |                    |                  |  |
| 250 | 3         | Ronaldinho en de Rode Duivels | Simon Pieters      | 2 januari 2010   |  |
| Pol wil stoppen als trainer, maar besluit te blijven als blijkt dat de Kampioenen een benefietmatch mogen spelen tegen de Rode Duivels. Dit blijkt echter een misverstand te zijn. De Kampioenen spelen tegen de wereldkampioen moddervoetbal: De Rode Modderduivels. Ronald 'Ronaldinho' Decocq, de zoon van Goedele, komt bij de Kampioenen voetballen. Hij is gepassioneerd door sambavoetbal, maar speelt vaak nogal egoïstisch. Boma kan het goed vinden met zijn stiefzoon, zeker wanneer blijkt dat ze beiden dezelfde interesses hebben: voetbal en vrouwen. |           |                               |                    |                  |  |
| 251 | 4         | Rode kaart                    | Bart Cooreman      | 9 januari 2010   |  |
| Pol wordt buitengezet door Doortje als hij voor veel geld een truitje van Johan Cruijff blijkt gekocht te hebben. Doortje papt aan met de nieuwste aanwinst van het kerkkoor (Nicolas) om Pol jaloers te maken. Pol wil haar hart terug veroveren. Hij slaagt erin door het truitje voor nog meer geld opnieuw te verkopen. |           |                               |                    |                  |  |
| 252 | 5         | Het volkstuintje              | Koen Vermeiren     | 16 januari 2010  |  |
| Fernand ontdekt dat een deel van het voetbalveld eigenlijk landbouwgrond is en begint erop te tuinieren. Boma wil zijn kennis bijschaven om zo indruk te maken op Goedele. Marc moet hem daarbij helpen. |           |                               |                    |                  |  |
| 253 | 6         | Een kaarsje                   | Bart Cooreman      | 23 januari 2010  |  |
| Carmen koopt van alles bij Teleshopping. Xavier wil dat ze spaarzamer wordt, maar Carmen koopt toch nog snel een kleine sauna. Pascale en Ma Vertongen willen hun kleindochter Paulien paaien met cadeautjes. Dit tot grote tegenzin van Marc en Bieke. |           |                               |                    |                  |  |
| 254 | 7         | Bella Africa                  | Bart Cooreman      | 30 januari 2010  |  |
| Fernand overtuigt Doortjes koorcollega Nicolas om voluit voor Doortje te gaan. Pol krijgt bezoek van Mathieu, een collega uit Ouagadougou, die hen uitnodigt om nog eens naar Burkina Faso te komen. Ronald speelt zijn agenda kwijt en weet daardoor niet meer met welk meisje hij afgesproken heeft. Marc moet hem helpen. Uiteraard loopt alles in het honderd. |           |                               |                    |                  |  |
| 255 | 8         | Allo allo                     | Bart Cooreman      | 6 februari 2010  |  |
| Carmen neemt ontslag als poetsvrouw na een ruzie met Goedele. Ze wordt teleoperator en valt de andere Kampioenen lastig met haar verkoopspraatjes voor alarmsystemen. Ronaldinho is jarig. Boma wil een Braziliaanse fuif geven in de Pussycat, maar Goedele plant op hetzelfde moment een klein feestje bij Boma thuis. Ronaldinho en Boma doen er alles aan om naar de Pussycat te kunnen. |           |                               |                    |                  |  |
| 256 | 9         | De valse noot                 | Knarf Van Pellecom | 13 februari 2010 |  |
| Doortje wil soliste worden van het koor, maar de dirigent laat zich overtuigen door het wulpse uiterlijk van Carmen. Carmen heeft echter helemaal geen klassiek zangtalent. Bieke ontdekt thuis in een Libelle een enquête over "de ideale vrouw" en denkt dat Marc haar helemaal niet meer ziet zitten. Met de hulp van dokter Helga Botermans probeert ze haar relatie te redden, echter hebben haar adviezen niet echt het gewenste effect. Uiteindelijk blijkt de enquête ingevuld te zijn door Carmen en heeft Xavier het bewuste damesblad aan Marc gegeven omdat er een faillissementsverkoop van modeltreinen in stond. |           |                               |                    |                  |  |
| 257 | 10        | De Bomabio                    | Simon Pieters      | 20 februari 2010 |  |
| Nadat Goedele een boek gepubliceerd heeft, wil Boma zijn biografie op de markt brengen. Marc moet hem helpen, maar door Marcs vraagstelling begint Boma te denken dat hij in zijn leven helemaal niets bereikt heeft. |           |                               |                    |                  |  |
| 258 | 11        | Ronaldinho en Julia           | Simon Pieters      | 27 februari 2010 |  |
| Ronaldinho wordt verliefd op Julie, de dochter van Jean-Luc Grootjans. Dit is dik tegen de zin van de andere Kampioenen, die er alles aan doen om de twee uit elkaar te krijgen. Uiteindelijk blijkt Julie een andere vaste vriend te hebben. Biekes nieuwe baas, Alex, wil haar in zijn bed krijgen onder de bedreiging met ontslag. Marc en Bieke bedenken een plan om Alex een hak te zetten. |           |                               |                    |                  |  |
| 259 | 12        | Noblesse oblige               | Simon Pieters      | 13 maart 2010    |  |
| Fernand is kwaad op Goedele en wil haar relatie met Boma in het gedrang brengen. Hij stuurt zijn nicht Sandrine op Boma af om hem te verleiden. Boma heeft ondertussen een afspraak met journaliste Sylvie. Maurice heeft dan weer een afspraak met de vertegenwoordigster van een hotelketen, Sabine, voor de verkoop van zijn kasteel. De mannen verwisselen Sandrine, Sylvie en Sabine. |           |                               |                    |                  |  |
| 260 | 13        | DDT ontsnapt                  | Bart Cooreman      | 20 maart 2010    |  |
| Dimitri De Tremmerie zit nog altijd in de gevangenis nadat hij gearresteerd werd voor het verduisteren van één miljard oude franken in belastingen. Na vijf jaar had hij moeten vrijkomen, maar tijdens zijn verblijf heeft hij zo veel mispeuterd dat zijn straf steeds verlengd werd. DDT is in al die jaren nog niks veranderd. Hij haat de Kampioenen nog altijd, is nog steeds verliefd op Doortje en doet nog altijd alles om aan geld te raken. Wanneer Marc en Maurice als gemeentepersoneel moeten inspringen voor de stakende cipiers laten zij hem per ongeluk ontsnappen. DDT denkt op dat moment maar aan twee dingen: wraak nemen op de Kampioenen en zijn verborgen voorraad zwart geld opnieuw in handen krijgen. Wanneer hij Fernand ontmoet op de plaats waar vroeger DDT's garage stond, sluiten de twee een monsterverbond om de Kampioenen eens en voor altijd uit te schakelen. Ze willen Boma in de gevangenis laten belanden door hem te laten beschuldigen van drugssmokkel. Uiteindelijk komt hun plan aan het licht. DDT en Fernand worden opgepakt. Maar als de agenten onderweg stoppen aan een frituur slaagt DDT erin om met de politiecombi (voorgoed?) te vluchten … |           |                               |                    |                  |  |

## Hoofdcast
- Marijn Devalck (Balthasar Boma)
- Loes Van den Heuvel (Carmen Waterslaeghers)
- Johny Voners (Xavier Waterslaeghers)
- Ann Tuts (Doortje Van Hoeck)
- Ben Rottiers (Pol De Tremmerie)
- An Swartenbroekx (Bieke Crucke)
- Herman Verbruggen (Marc Vertongen)
- Danni Heylen (Pascale De Backer)
- Tuur De Weert (Maurice de Praetere)
- Jaak Van Assche (Fernand Costermans)

## Vaste gastacteurs
- Machteld Timmermans (Goedele Decocq)
- Niels Destadsbader (Ronald Decocq)
- Sven De Ridder (Nicolas Van Bouwel)
- Stef Van Litsenborgh (Inspecteur Juliën)
- Melvin Klooster (pakjesbezorger)
- Fred Van Kuyk (Jean-Luc Grootjans)
- Lea Couzin (Marie-Paule Vertongen)
- Alex Cassiers (Theo Vertongen)
- Kadèr Gürbüz (dokter Helga Botermans)
- Lieven Van Gils (Fredje)
- Peter Michel (Inspecteur Pol)
- Wouter Van Lierde (Inspecteur Jos)
- Jacques Vermeire (Dimitri De Tremmerie)

## Scenario
Scenario:
- Knarf Van Pellecom
- Carmino D'haene
- Simon Pieters (*)
- Bart Cooreman
- Koen Vermeiren

Script-editing:
- Wout Thielemans
- Bart Cooreman

(*) Wout Thielemans schreef 4 afleveringen onder het pseudoniem Simon Pieters.

## Regie
- Johan Gevers
- Ivo Chiang
- Raf Coppens

## Productie
- Rik Stallaerts